# Левченко Ганна Євгенівна
Ганна Євгенівна Левченко (нар. 25 грудня 1963, Київ) — українська акторка, співачка, теле-радіоведуча, шоувумен, режисерка, сценаристка, викладачка, акторка дубляжу та озвучення.

## Біографія
Народилася 25 грудня 1963 року у Києві.
У 1999 році закінчила Київський державний університет імені Тараса Шевченка.
На початку 2000-х років була однією з ведучих телепрограми «Кухонні пристрасті» (крім неї, ще ведучими були: актор Вадим Самбор та співак Сергій Файфура). Ця кулінарна телепередача виходила у прямому ефірі на телеканалі «TV-Табачук».
Як організаторка свят, режисерка, сценаристка і ведуча працювала з компаніями: «Ньювейс» (з 1997 по 2007 рік), головна режисерка, сценаристка і ведуча всіх свят, семінарів, конференцій і Міжнародних конвенцій), «Тяньши» (головна режисерка, сценаристка «Урочистої церемонії офіційного віткриття „Тяньши“ в Україні» — Жовтневий палац, Київ; "Міжнародного фестивалю здоров'я і успіху «Тяньши» — Ювілейний, Ялта), «Емвей», «Цептер», «Акко Інтернешнл», «Експрес банк», «Трансбанк», «Скайд вест», «АсісТАС» та іншими.
Працювала у Київському Державному Молодому театрі, театрі Кіноактора на кіностудії імені Олександра Довженка, та театрі Фантастики при «Гільдії кіноакторів». Викладачка техніки мовлення та майстерності актора Кіно, у StarMediaschool.
Член Національної спілки кінематографістів України. Займається дубляжем та озвученням українською та російською мовами.

## Фільмографія
- 2020 — Тінь зірки — Люся, хатня робітниця
- 2020 — Мавки — торгівчиня на ярмарку
- 2020 — Бідна Саша — епізод
- 2020 — Сага — Повитуха
- 2019 — Відморожений — епізод
- 2019 — Ти тільки вір — Жінка з собачкою
- 2019 — Шукаю тебе — Настасья Федорівна
- 2019 — Маркус — лікарка
- 2019 — Таємниця Марії — Людмила
- 2019 — Кровна помста — активістка
- 2019 — Хлопчику мій — п'яна сусідка
- 2019 — Інша — епізод
- 2019 — Артист — епізод
- 2019 — Нежіноча праця — Кухарка Галина
- 2019 — Як довго я на тебе чекала — огрядна дама
- 2019 — Звонар
- 2019 — Таємниці — листоноша (епізод)
- 2019 — Готель «Купідон» — шкільна медсестра
- 2019 — Дім який — Зоя, сусідка
- 2018 — Виходьте без дзвінка — вахтерка
- 2018 — Чужі рідні — епізод
- 2018 — На самій межі — епізод
- 2018 — На гойдалках долі — Раїса
- 2018 — Хто ти? — епізод
- 2018 — Бійся бажань своїх — мати Свєти
- 2018 — Здамо будиночок біля моря — епізод
- 2017 — Sui Caedere («Місто самогубців») — голос за кадром
- 2017 — Що робить твоя дружина? — Марія
- 2017 — Вікно життя-2 — Антоніна, тітка Павла
- 2017 — Коли повертається минуле — сусідка
- 2017 — Добрі наміри — сестра Фірсова-старшого
- 2017 — Біжи, не озирайся! — сусідка
- 2017 — Артистка — епізод
- 2016 — Гроза над Тихоріччям — Ганна Нікітічна, мати Кости
- 2015 — Слуга народу — баба Катя
- 2015 — Жереб долі — епізод
- 2015 — Відьма — Мефодіївна
- 2014 — Впізнай мене, якщо сможеш — епізод
- 2014 — Підміна у одну мить — Єгорівна
- 2014 — Пляж — Вікторія Тіхомирова
- 2014 — Особиста справа — Григор'єва
- 2014 — Давай поцілуємось — мама пухкого хлопчика
- 2013 — Я думав, ти будеш завжди — епізод
- 2013 — Темні лабіринти минулого — Валентина, тітка Ірини
- 2013 — Самотні серця — епізод
- 2013 — Криве дзеркало душі — двірниця
- 2013 — Життя після життя — жінка на станції
- 2013 — Два Івана — Даша, епізод
- 2012 — Страсті за Чапаєм — епізод
- 2012—2016 — Віталька — Євгеніївна
- 2012 — Порох і дроб — Катерина Антипівна
- 2012 — Легендарна особистість
- 2012 — Наречена мого друга — співробітниця загсу
- 2012 — Кохання зі зброєю — швачка
- 2011 — Острів непотрібних людей — директор школи
- 2011 — Здрастуй, мамо! — Лада
- 2011 — Доярка з Хацапетівки 3 — епізод
- 2011 — Доставити за будь-яку ціну — перекупка
- 2011 — Байки Митяя — Зінка, продавчиня
- 2010 — Трагедія помилок
- 2009 — За законом — Лариса Юдина
- 2009 — Лабіринти брехні — Капітоліна
- 2009 — Гоголь. Найближчий — Маруся
- 2009 — Повернення Мухтара-5 — Ніна Микитівна
- 2009 — Пластмасовий індієць
- 2008 — Лід в кофейній гущі — гримерка
- 2007 — Гальмівний шлях
- 2007 — Одна любов душі моєї — Ганюся
- 2007 — Мім Бім, або Чуже життя — епізод
- 2007 — Доярка із Хацапетівки — епізод
- 2007 — Повернення блудного чоловіка — епізод
- 2007 — Позаземний — Катерина, дружина Семенова
- 2006 — Танго любові — кухар у санаторії
- 2006 — Пушкін: Остання дуель — епізод
- 2006 — Повернення Мухтара-3 — тьотя Ніна
- 2006 — Машенька і ведмідь
- 2005—2006 — Сестри по крові — епізод
- 2005 — Пригоди Вєрки Сердючки
- 2005 — Весілля Барбі — бухгалтерка
- 2005 — Підступи кохання — епізод
- 2004 — Украдене щастя — епізод
- 2004 — Російські ліки — епізод
- 2004 — Плакальщик, або Новорічний детектив — Зінаїда
- 2004 — Небо в горошок — дружина
- 2004 — Любов сліпа — Варвара
- 2003 — Леді Мер — епізод
- 2003 — Весела компанія — Шмакодяка
- 2002 — Золота лихоманка — дружина Михайлова
- 2001 — Леді Бомж — епізод
- 2000 — Життя як цирк — Марія
- 1997 — Покемон (російськомовний дубляж деяких персонажів)
- 1995 — Будемо жити!
- 1994 — Полювання
- 1994 — Записки кирпатого Мефістофеля — Марія
- 1993 — Невідома Україна. Як судились колись в Україні: Фільм 3. «Видряпатися на попа»
- 1993 — Вперед, за скарбами гетьмана! — секретарка
- 1992 — Білі шати — Комсорг
- 1992 — Наш американський Боря — Джульєтта
- 1992 — Шамара — студентка
- 1991 — Танго смерті — «Унікум»
- 1991 — Ніагара — офіціантка
- 1990 — Посилка для Маргарет Тетчер — Ганнуся
- 1990 — Пригоди молодого лицаря — шинкарка
- 1990 — Балаган — епізод
- 1989 — Химери зеленого літа — Куца Тамарка
- 1989 — Увійди в кожен дім — секретарка
- 1982 — Шлях — шинкарка
- 1982 — У чорних лицарів — Мадлен
- 1971 — Сталева каблучка (короткометражний) — Варюша
- 1971 — Захар Беркут — епізод

## Озвучення реклами
- «Весела корівка»
- «Evy Baby»

## Озвучення веб-проектів
У 2023 році у співпраці з українськими фан-студіями «Lifecycle» та «Kachur» озвучила персонажа «Луїзу Елліот» у 5 серії анімаційного веб-мультсеріалу "Дрони-вбивці".